# 효자 김종철 정려
효자 김종철 정려(한국 한자: 孝子 金宗喆 旌閭)는 세종특별시 연서면 쌍류리에 있는 정려이다. 2014년 9월 30일 세종특별자치시의 향토문화유산 제8호로 지정되었다.

## 개요
효자 김종철 정려(孝子 金宗喆 旌閭)는 조선시대 효자 김종철(金宗喆, 1755~1817)의 효행(孝行)을 세상에 널리 알려 칭찬하고 기억하기 위해 나라에서 하사한 명정(銘旌)을 현판(懸板)으로 걸어놓은 정문(旌門)이다.
김종철은 김상기(金上琦, 1724～1788)와 은진송씨(恩津宋氏, 1729～1767)의 둘째아들로 세종특별자치시 연서면 기룡리에서 태어났다. 김종철이 8세가 되던 1763년(영조 39)에 어머니가 병환으로 자리에 눕자 매일 지극정성으로 간호하며 기도를 올렸다. 어머니의 병세가 위급하여 한밤에 의원을 찾아 산길을 가던 중 호랑이와 마주쳤으나 간절한 효심을 보이자 호랑이가 피해주었으며, 돌아가는 길에는 집 앞까지 호위해주었다고 한다. 4년여의 간병에도 어머니가 돌아가시자 아침저녁으로 묘를 보살피고 슬퍼하였다. 아버지가 병에 걸렸을 때에는 대변을 맛보아 차도를 알아보며 약을 달였고, 생명이 위급해지자 손가락을 잘라 피를 드렸다고 전한다.
김종철의 효행에 대해 지역의 유림(儒林)들이 글을 올려 1868년(고종 5) 명정(銘旌)이 내려지고 정문을 세웠다. 정문은 정면 2칸, 측면 1칸의 규모로 겹처마에 맞배지붕을 하고 있는데, 두 칸으로 나눠진 내부의 오른쪽에는 김종철의 현판이 걸려있으며, 왼쪽에는 손자 김진수(金振遂)와 손자며느리인 열부(烈婦) 칠원윤씨(漆原尹氏)의 비석이 있다.